# Srilankana mirabilis
Srilankana mirabilis är en tvåvingeart som beskrevs av Loïc Matile 1990. Srilankana mirabilis ingår i släktet Srilankana och familjen platthornsmyggor.
Artens utbredningsområde är Sri Lanka. Inga underarter finns listade i Catalogue of Life.